# Vista Alegre do Prata
Vista Alegre do Prata este un oraș și o municipalitate din statul un oraș în Rio Grande do Sul (RS), Brazilia.